# Plosorejo (Gampengrejo)
Plosorejo is een bestuurslaag in het regentschap Kediri van de provincie Oost-Java, Indonesië. Plosorejo telt 3338 inwoners (volkstelling 2010).